# Cavall de Solutré

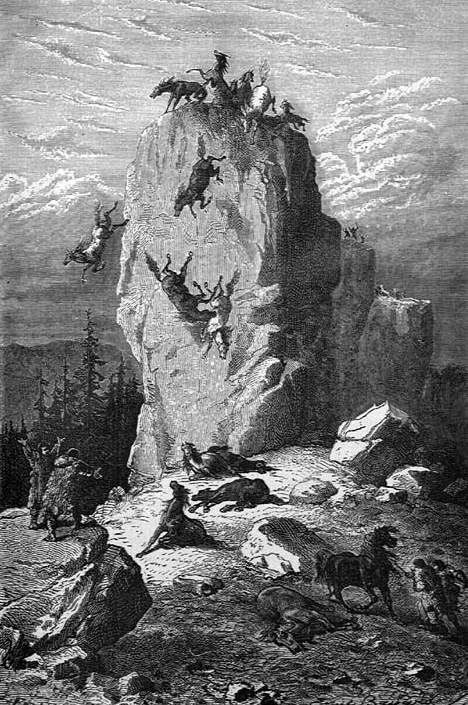
La cacera del cavall a Solutré, segons una il·lustració de "L'Home prehistòric" de Louis Figuier, edició de 1876.

Els cavalls de Solutré són les restes d'èquids prehistòrics descoberts a prop de la roca de Solutré a finals del segle xix. Aquest descobriment originà una hipòtesi, actualment considerada dubtosa, segons la qual els caçadors del Paleolític feien anar ramats de cavalls salvatges cap al cim de la roca per fer-los caure al buit i així matar-los. Actualment, s'atribueixen les restes de cavalls descobertes a Solutré a subespècies pròximes a Equus caballus germanicus (el cavall de bosc), Equus caballus gallicus (el cavall de Gàl·lia) o Equus caballus arcelini. Per tant, des d'un punt de vista científic ja no es considera que els cavalls de Solutré representin una subespècie distinta.
Tanmateix, alguns autors consideren el cavall de Solutré com l'avantpassat de races modernes de cavall, notablement el camarga. Sovint se'l assenyalava com avantpassat de l'ardenes i les seves races derivades (l'auxois i el Trait du Nord), però investigadors de la Universitat d'Uppsala han descartat aquesta teoria.